# Widukind Herrmann
Widukind Herrmann (Mühlhausen, 1936. május 7. – Lipcse, 2011. január 18.) német nemzetközi labdarúgó-játékvezető.

## Pályafutása

### Nemzeti játékvezetés
A küldési gyakorlat szerint rendszeres partbírói tevékenységet is végzett. 1974-ben lett az I. Liga játékvezetője. A nemzeti játékvezetéstől 1985-ben vonult vissza. Első ligás mérkőzéseinek száma: 112.

#### Nemzeti kupamérkőzések
Vezetett kupadöntők száma: 1.

##### Keletnémet labdarúgókupa
| Időpont           | Helyszín                   | Mérkőzés típusa | Mérkőzés                          | Eredmény | Nézők száma |
| ----------------- | -------------------------- | --------------- | --------------------------------- | -------- | ----------- |
| 1979. április 28. | Weltjugend Stadion, Berlin | döntő           | 1. FC Magdeburg–SG Dynamo Dresden | 1 – 0    | 50 000      |

### Nemzetközi játékvezetés
A NDK labdarúgó-szövetség Játékvezető Bizottsága (JB) terjesztette fel nemzetközi játékvezetőnek, a Nemzetközi Labdarúgó-szövetség (FIFA) 1979-től tartotta nyilván bírói keretében. A FIFA JB központi nyelvei közül a németet beszélte.
Több nemzetek közötti válogatott és klubmérkőzést vezetett, vagy működő társának partbíróként segített. Az aktív nemzetközi játékvezetéstől 1984-ben búcsúzott. Válogatott mérkőzéseinek száma: 3

#### Nemzetközi kupamérkőzések

##### Kupagyőztesek Európa-kupája
| Időpont             | Helyszín                     | Mérkőzés típusa                        | Mérkőzés                | Eredmény |
| ------------------- | ---------------------------- | -------------------------------------- | ----------------------- | -------- |
| 1980. augusztus 20. | Celtic Park Stadion, Glasgow | előselejtező (első kör; első mérkőzés) | Celtic FC–Diósgyőri VTK | 6 – 0    |

##### UEFA-kupa
| Időpont           | Helyszín                   | Mérkőzés típusa       | Mérkőzés                            | Eredmény |
| ----------------- | -------------------------- | --------------------- | ----------------------------------- | -------- |
| 1983. október 19. | Kispesti Stadion, Budapest | előselejtező (2. kör) | Budapest Honvéd FC–HNK Hajduk Split | 3 – 2    |